# Orontioideae
Orontioideae é uma subfamília de plantas com flor pertencente à família Araceae, agrupando três géneros (Orontium, Lysichiton e Symplocarpus).

## Descrição
A subfamília Orontioideae apresenta como elementos característicos diferenciadores produzir grãos de pólen de tamanho mediano e caules subterrâneos.
As espécies da subfamília têm como base o número cromossómico X = 13.